# Сан-Педру-і-Сан-Паулу
Скелі (чи острови) Сан-Педру-і-Сан-Паулу (порт. Penedos de São Pedro e São Paulo, англ. Saint Peter and Paul Rocks) — група з 12 крихітних ізольованих вулканічних острівців в Атлантичному океані, за 950 кілометрів на північний схід від бразильського міста Натал, столиці штату Ріу-Гранді-ду-Норті. Адміністративно належать до штату Пернамбуку.

## Географія

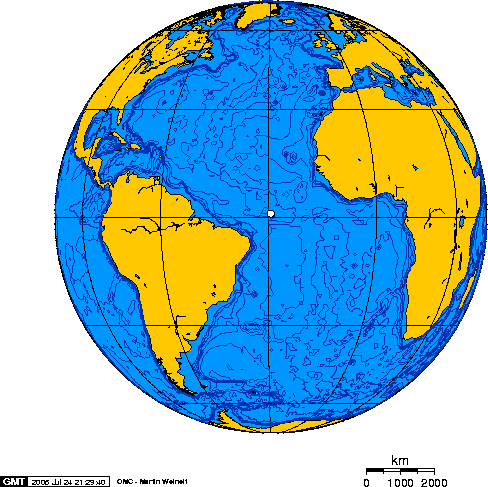
Ортографічна проєкція, центрована на островах Сан-Педру-і-Сан-Паулу

Найближчою до них землею є бразильський острів Фернанду-ді-Норонья, за 650 км на південний захід. Найближча точка континентального узбережжя лежить за 950 км на південний захід біля міста Наталь; адміністративно скелі входять до складу штату Пернамбуку.
Острівці є вершинами підводного Серединно-Атлантичного хребта, що виступають над водою; найвищий з них, Південно-західна скеля, підіймається над рівнем моря на 22,5 м. Скелі розкидані по ділянці розміром 350 м з півночі на південь і 200 м з заходу на схід і мають загальну площу приблизно 10000 м² (1 га). Найкрупніші скелі мають таку площу:
- Південно-західна скеля — 3000 м²;
- Південно-східна скеля — 1500 м²;
- Північно-західна скеля — 1000 м²;
- Північно-східна скеля — 1000 м².

На вершині Південно-західної скелі в 1930 році було збудовано маяк висотою 6 м, але вже у 1933 його перестали обслуговувати через високу сейсмічну загрозу. Неподалік від маяка розташована хатина, якою користуються бразильські військові та вчені, які іноді відвідують острів.

## Біологія
Тільки на Південно-західній скелі, розміром 80 м на 40 м, росте мох та трава, усі інші скелі цілковито голі. Фауна островів складається з морських птахів (Sula leucogaster, Anous stolidus, Anous minutus), крабів (Grapsus grapsus), комах та павуків.

## Історія
Вранці 16 лютого 1832 року скелі відвідав Чарльз Дарвін на початку своєї навколосвітньої подорожі на кораблі «Бігль». До 1988 року острови входили до складу бразильської федеральної території Фернанду-ді-Норонья, котра потім була розформована й приєднана до штату Пернамбуку.